# 7 Batalion Straży Granicznej
7 Batalion Straży Granicznej – jednostka organizacyjna Straży Granicznej w II Rzeczypospolitej.

## Formowanie i zmiany organizacyjne
Wykonując postanowienia uchwały Rady Ministrów z 23 maja 1922 roku, Minister Spraw Wewnętrznych rozkazem z 9 listopada 1922 roku zmienił nazwę „Bataliony Celne” na „Straż Graniczną”. Wprowadził jednocześnie w formacji nową organizację wewnętrzną. 7 batalion celny przemianowany został na 7 batalion Straży Granicznej.
7 batalion Straży Granicznej funkcjonował w strukturze Komendy Powiatowej Straży Granicznej w Nieświeżu, a jego dowództwo stacjonowało w Oranach. W skład batalionu wchodziły cztery kompanie strzeleckie oraz jedna kompania karabinów maszynowych w liczbie 3 plutonów po 2 karabiny maszynowe na pluton. Dowódca batalionu posiadał uprawnienia dyscyplinarne dowódcy pułku. Cały skład osobowy batalionu obejmował etatowo 614 żołnierzy, w tym 14 oficerów. Z uwagi na eksterytorialne stacjonowanie, batalion odkomenderował oficera łącznikowego do starosty lidzkiego.
W 1923 roku batalion przekazał swój odcinek oddziałom Policji Państwowej i został rozwiązany.

## Służba graniczna
W połowie listopada 1922 r., w celu wzmocnienia ochrony odcinka orańskiego, do Oran czasowo dyslokowany został 7. Batalion SG. 22 listopada oddziały batalionu przejęły ochronę odcinka 41. Batalionu SG od Oran do wsi Monczagiry z wartą na moście kolejowym nad rzeką Ułą. 7 Batalion SG nadal pozostawał w podległości służbowej Komendy Wojewódzkiej SG w Nowogródku.

W trzeciej dekadzie października 1922 batalion przybył na teren województwa nowogródzkiego i obsadzał odcinek graniczny w powiecie lidzkim od rzeki Ula do rzeki Mereczanka. Batalion luzował Grupę Marcinkańce i placówki 41 batalionu Straży Granicznej.
- 1 kompania pod dowództwem por. Franciszka Langera  obsadziła odcinek od lewego skrzydła 4/15bSG na przecięciu toru kolejowego, droga prowadzącą z Bartel do Giedrojć (Gierajce?), aż po wieś Girażery. Długość jej odcinka wynosiła ok. 10 km.
- 2 kompania  por. Jakuba Hęćko obsadziła odcinek od lewego skrzydła 1/7 bSG, od skrzyżowań dróg w odległości około 1 km od Miergażer. Lewym skrzydłem dochodziła do wsi Monczagiry w okolicach rzeki Uła. Na swoim prawym skrzydle współdziałała z kompanią 41 bSG
- 3 kompania i kompania karabinów maszynowych pozostawała „w rezerwie” przy dowództwie batalionu, a 4 kompania por. Władysława Kadowa stacjonowała w Zerwinach[12].

7 batalion SG nadal pozostawał w podległości służbowej Komendy Wojewódzkiej SG w Nowogródku.
W 1923 zlikwidowany został pas neutralny na granicy z Litwą. Komenda Wojewódzka Straży Granicznej w Wilnie 6 marca 1923 wydała zarządzenie które nakazywało nową obsadę granicy.
7 batalion Straży Granicznej miał oddać swój odcinek 15. i 43 batalionowi SG i objąć odcinek od granicy powiatu wileńskiego i święciańskiego na wysokości Spuska do jeziora Olany /wył./. Siedziba komendy batalionu w Podbrodziu.
Odcinek batalionu należało podzielić na cztery pododcinki kompanijne:
- od północnej granicy powiatu wileńskiego do jeziora Prował /wył./ z siedzibą kompanii Baranowo.
- od  jeziora Prował do Dubinka z m.p komendy kompanii w Orniantach.
- od jeziora Dubinka do Liczun /wył./ z siedzibą dowództwa kompanii w Kiejdanielach
- od Liczun do jeziora Olany /wył./ z siedzibą dowództwa w Giedrojcach

Wszystkie obiekty w Oranach 7 batalion miał przekazać 15 batalionowi SG.
W kwietniu 1923 placówka nr 1 kompanii 3 Grzybice została przeniesiona do wsi Surgańce, a placówka nr 2 Orniany do wsi Szerajkiszki
Sąsiednie bataliony
- 41 batalion Straży Granicznej ⇔ 15 batalion Straży Granicznej − II 1923[16]

## Kadra batalionu
Dowódcy batalionu

| stopień | imię i nazwisko           | okres pełnienia służby | kolejne stanowisko |
| ------- | ------------------------- | ---------------------- | ------------------ |
| kpt.    | Witold Kwiatkowski (p.o.) | IX 1922 –              |                    |
| mjr     | Antoni Winczewski         | XI 1922                |                    |
| kpt.    | Stanisław Wiśniewski      | XII 1922 -był VI 1923  |                    |

## Struktura organizacyjna
| Ordre de Bataille 7 batalionu Straży Granicznej w Oranach na dzień 9 listopada 1922 | Ordre de Bataille 7 batalionu Straży Granicznej w Oranach na dzień 9 listopada 1922 | Ordre de Bataille 7 batalionu Straży Granicznej w Oranach na dzień 9 listopada 1922 | Ordre de Bataille 7 batalionu Straży Granicznej w Oranach na dzień 9 listopada 1922 | Ordre de Bataille 7 batalionu Straży Granicznej w Oranach na dzień 9 listopada 1922 | Ordre de Bataille 7 batalionu Straży Granicznej w Oranach na dzień 9 listopada 1922 |
| ----------------------------------------------------------------------------------- | ----------------------------------------------------------------------------------- | ----------------------------------------------------------------------------------- | ----------------------------------------------------------------------------------- | ----------------------------------------------------------------------------------- | ----------------------------------------------------------------------------------- |
| kompanie                                                                            | 1. Orany                                                                            | 2. Mergażery                                                                        | 3. Orany                                                                            | 4. Zerwiny                                                                          | k ckm                                                                               |
| dowódcy                                                                             | por. Franciszek Sanger                                                              | por. Jakub Hećko                                                                    | por. Konstanty Jucewicz                                                             | por. Władysław Wadow                                                                | por. Stanisław Podraza                                                              |
|                                                                                     |                                                                                     |                                                                                     |                                                                                     |                                                                                     |                                                                                     |
| placówki                                                                            | Berżupie                                                                            | Mergażery                                                                           |                                                                                     |                                                                                     |                                                                                     |
| placówki                                                                            | Bortele                                                                             | tor kolejowy                                                                        |                                                                                     |                                                                                     |                                                                                     |
| placówki                                                                            | Orany-most                                                                          | ziemianka                                                                           |                                                                                     |                                                                                     |                                                                                     |
| placówki                                                                            | Orany-ziemianka                                                                     | Monczagiry                                                                          |                                                                                     |                                                                                     |                                                                                     |
| placówki                                                                            | Girażery                                                                            |                                                                                     |                                                                                     |                                                                                     |                                                                                     |
| Ordre de Bataille 7 batalionu Straży Granicznej w Oranach na dzień 1 grudnia 1922   |                                                                                     |                                                                                     |                                                                                     |                                                                                     |                                                                                     |
| kompanie                                                                            | 1. Orany                                                                            | 2. Mergażery                                                                        | 3. Orany                                                                            | 4. Zerwiny                                                                          | k ckm                                                                               |
| dowódcy                                                                             | por. Franciszek Sanger                                                              | por. Jakub Hećko                                                                    | por. Konstanty Jucewicz                                                             | por. Władysław Wadow                                                                | por. Stanisław Podraza                                                              |
|                                                                                     |                                                                                     |                                                                                     |                                                                                     |                                                                                     |                                                                                     |
| placówki                                                                            | Berżupie (0/17)                                                                     | Mergażery (0/25)                                                                    |                                                                                     | Most nad rz. Utą (1/12)                                                             |                                                                                     |
| placówki                                                                            | Bortele (0/15)                                                                      | Tor kolejowy (0/20)                                                                 |                                                                                     |                                                                                     |                                                                                     |
| placówki                                                                            | Orany stacja towar. (0/17)                                                          | ziemianka (0/20)                                                                    |                                                                                     |                                                                                     |                                                                                     |
| placówki                                                                            | Orany most (0/15)                                                                   | Monczagiry (0/19)                                                                   |                                                                                     |                                                                                     |                                                                                     |
| placówki                                                                            | Girażery (0/12)                                                                     |                                                                                     |                                                                                     |                                                                                     |                                                                                     |
| Ordre de Bataille 7 batalionu Straży Granicznej w Podbrodziu w marcu 1923           |                                                                                     |                                                                                     |                                                                                     |                                                                                     |                                                                                     |
| kompanie                                                                            | 1. Baranowo                                                                         | 2. Ornianty                                                                         | 3. Kiejdaniele                                                                      | 4. Giedrojce                                                                        | k ckm                                                                               |